# Gödringen
Gödringen ist ein Ortsteil der Stadt Sarstedt in Niedersachsen und liegt an der Landesstraße L 410 östlich des Stadtzentrums von Sarstedt.

## Geschichte
Gödringen wurde 1103 erstmals urkundlich als Guderinga erwähnt. Die Ortsbezeichnung änderte sich über Guderinge, Göderinge zu Gödringen.
Der Ort wurde bekannt durch seine Sandgruben. Ein Versuch des Kaliabbaus um 1900 misslang und wurde wieder eingestellt.
Der niedersächsische Heimatbund hat 2020 den Neubau von Reihenhäusern kritisiert. Da in diesem Zuge eine der wenigen vorhandenen historischen Hofanlagen im Ort abgerissen wurde, sah der Heimatbund darin ein negatives Beispiel für Ortskernentwicklung und den Umgang mit dem kulturellen Erbe des Ortes.
Gödringen wurde durch die Gebietsreform am 1. März 1974 zusammen mit Heisede, Giften, Hotteln, Ruthe und Schliekum in die Stadt Sarstedt eingemeindet.

## Politik
Ortsbürgermeisterin ist Heidi Weise.

## Verkehr
Gödringen ist über die L 410 direkt sowohl mit der Bundesstraße 6 zwischen Hildesheim und Hannover als auch mit Sarstedt verbunden. Gödringen ist über eine Buslinie an den Bahnhof Sarstedt angebunden. Außerhalb der Kernzeiten verkehrt ein Anruf-Sammeltaxi.

## Kultur und Sehenswürdigkeiten

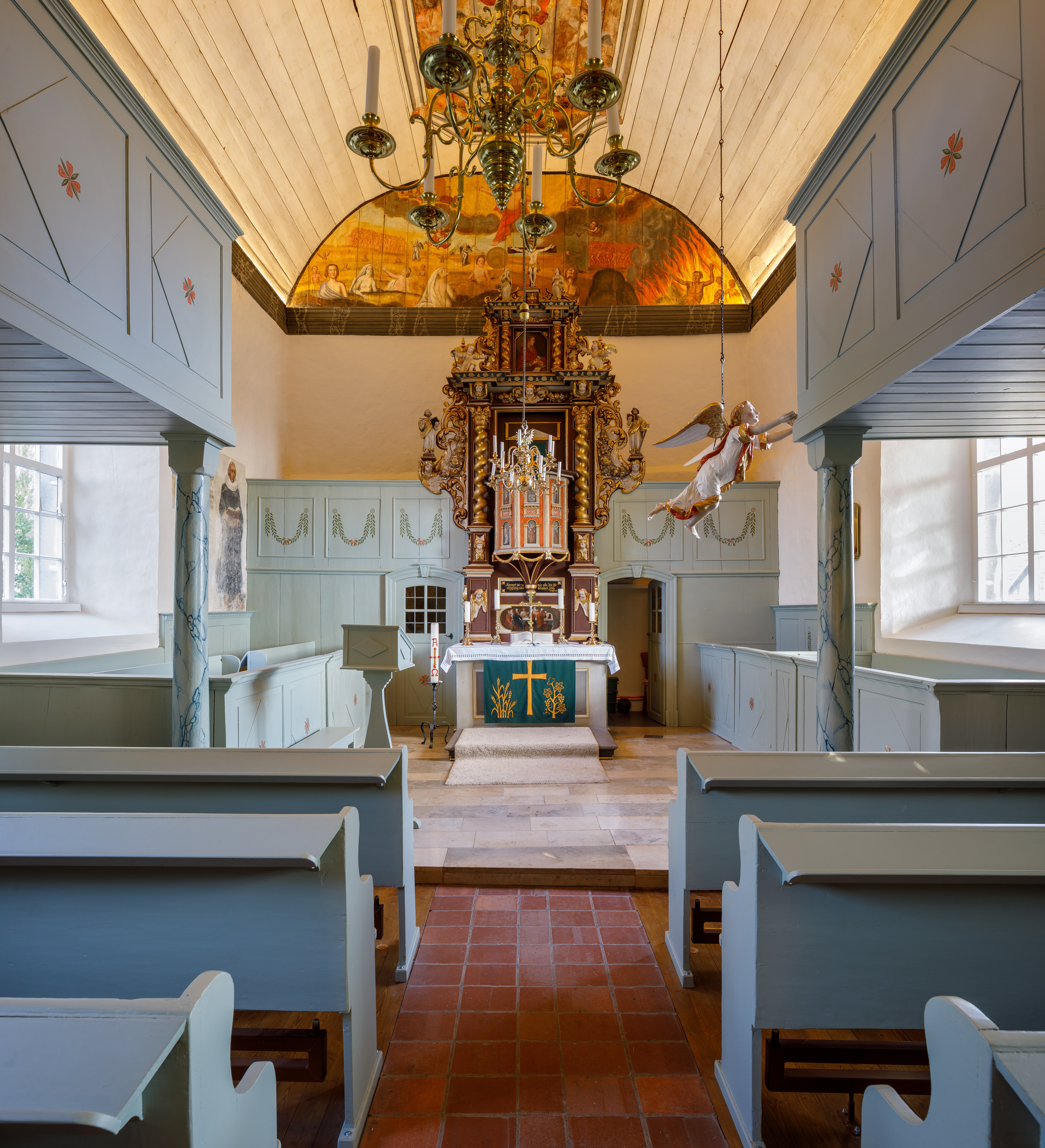
St. Nicolai in Gödringen

Im Ort befindet sich ein Kindergarten der Arbeiterwohlfahrt, ein Feuerwehrhaus der Freiwilligen Feuerwehr.
Auf einer Anhöhe, die in vorchristlicher Zeit eine heidnische Kultstätte war, steht heute die St.-Nicolai-Kirche.

## Infrastruktur
Die nächste Grundschule liegt in Sarstedt. Das bedeutet, dass Schüler für den Schulbesuch aus dem Ort heraus pendeln müssen. Das nächstgelegene Krankenhaus befindet sich in Hildesheim. Eine ambulante Behandlung beim Allgemeinmediziner oder Facharzt kann ebenfalls in Sarstedt erfolgen. Einen Bäcker, eine Apotheke, eine Tankstelle, einen Nahversorger oder andere Dinge des täglichen Bedarfs findet man ebenfalls im Zentralort Sarstedt. Da Gödringen über kein eigenständiges Jugendzentrum verfügt, kann das Jugendzentrum in Sarstedt genutzt werden.

## Persönlichkeiten
In Gödringen wirkte von 1621 bis 1627/29 der evangelische Märtyrer Johannes Bissendorf als Pastor.